# Marcello Fogolino

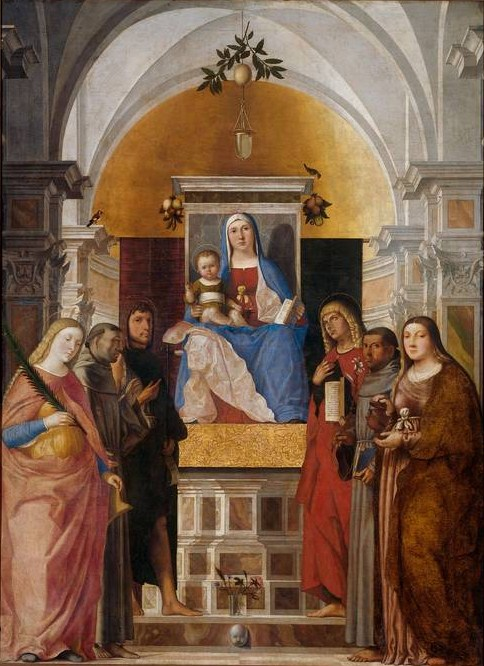
Marcello Fogolino, Madonna z Dzieciątkiem i świętymi, Rijksmuseum w Amsterdamie.

Marcello Fogolino (ur. ok. 1480, zm. ok. 1548) – włoski malarz tworzący w okresie renesansu. Sporadycznie zajmował się także rytownictwem.

## Życiorys
W najwcześniejszej fazie twórczości pozostawał pod wpływem swojego mistrza Bartolomeo Montagny oraz Il Pordenone i Tycjana. W 1527 roku przybył do Trydentu, gdzie w jego stylu zaczęły uwidaczniać się wpływy Romanina i Dosso Dossiego. Późne dzieła malarza (szczególnie freski zdobiące Pałac Arcybiskupów w Ascoli Piceno zrealizowane w 1547 roku) wykazują silny wpływ szkoły Rafaela. Ostatnie udokumentowane zlecenie malarza pochodzi z 1548 roku, przypuszcza się, iż zmarł w jakiś czas później.

## Ważne dzieła
- Pokłon Trzech Króli, Museo Civico, Vicenza
- Madonna ze świętymi, Staatliche Museen w Berlinie
- Święci Franciszek, Jan Chrzciciel i prorok Daniel (ok. 1523), katedra w Pordenone
- Polichromie na zamku Castello di Malpaga (1527)
- Freski w Palazzo del Buonconsiglio (1531-1532)
- Freski w Pałacu Arcybiskupim w Ascoli Piceno (1547)